# ダヴィト・バクラゼ (1972年生)
ダヴィト・シュクリス・ゼ・バクラゼ（グルジア語: დავით შუქრის ძე ბაქრაძე、グルジア語ラテン翻字: Davit Shukris dze Bakradze、1972年7月1日 – ）は、ジョージアの政治家、外交官。紛争問題担当大臣（2007年–2008年）、外務大臣（2008年）、北大西洋条約機構および欧州連合特別大使（2008年）、国会議長（2008年–2012年）を歴任。一等国務参事官であり、外交官としては首席公使参事官の職位を保持している。

## 生い立ち
ダヴィト・バクラゼは1972年にトビリシで誕生。ジョージア技術大学とジョージア行政研究所で学び、トビリシ国立大学で物理学と数学の博士号を取得。バクラゼは政府機関で要職を歴任した後、民間での仕事に就いた。彼は1997年にスイス国際関係研究所の各種教育プログラムで活動し、1998年にジョージ・C・マーシャル安全保障ヨーロッパセンターの研究職となった。彼は2001年にNATO防衛大学を卒業。ジョージア国家警備隊予備軍に入り、中尉となった。

## 政治経歴
バクラゼは1997年頃からジョージアの政治に積極的に関与するようになった。彼は1997年から2002年までジョージア外務省に勤務し、その後2002年から2004年までジョージア国家安全保障会議の職員を務めた。2004年4月、彼はミヘイル・サアカシヴィリ大統領率いる与党統一国民運動から国会議員に選出された。
彼は国会において、欧州大西洋統合委員会の委員長を務めた。2017年7月19日、彼は紛争問題担当大臣に任命され、アブハジア・南オセチア問題についての首席交渉官に任命された。2008年1月、彼はラド・グルゲニゼ内閣において、外務大臣に就任した。
2008年4月21日、統一国民運動は翌5月に予定されている国会議員選挙に向けて、バクラゼを政党名簿比例代表の筆頭候補に指定した。この決定は、比例筆頭候補と目されていた現職ニノ・ブルジャナゼ議員が統一国民運動の指導部と意見が一致せず、ブルジャナゼが不出馬の意向を示したためであった。
2008年7月7日、バクラゼは国会の開会式において、ジョージア国会議長に満場一致で選出された。2012年の総選挙でもバクラゼは統一国民運動の比例名簿一位に指名した。総選挙の結果は、実業家ビジナ・イヴァニシヴィリ率いる野党連合「ジョージアの夢」が第一党となり、統一国民運動は第二党に転落した。その結果、バクラゼは少数党院内総務となり、国会議長の座は与党連合「ジョージアの夢」のダヴィト・ウスパシヴィリに引き継がれた。
2013年ジョージア大統領選挙に向けて、統一国民運動は大統領候補者としてダヴィト・バクラゼを選任した。大統領選挙は10月27日に実施され、与党ジョージアの夢＝民主ジョージアのギオルギ・マルグヴェラシヴィリ候補が勝利した。バクラゼはマルグヴェラシヴィリに次ぐ2位の結果であった。
2010年、バクラゼはポーランド大統領より、ポーランド共和国コマンダー・メリット十字勲章を受勲した。